# 併合罪
併合罪（へいごうざい）とは、刑法の罪数論上の概念であり、(1) 確定裁判を経ていない2個以上の罪（刑法45条前段）、又は (2) 過去に拘禁刑以上の刑の確定裁判があった場合、その罪とその裁判が確定する前に犯した罪（同条後段）をいう。
なお、各法定刑に基づき刑の加重減軽の順序（刑法72条）により決定した1刑を処断刑とする。つまり、併合罪の各々の法定刑について処断刑を求めるのではない。（「量刑」も参照）。

## 沿革
日本で、明治13年に公布された旧刑法では、「数罪倶発」の場合には「一ノ重キニ従テ処断ス」と規定されており（100条1項）、吸収主義がとられていた。これはフランス刑法の影響だけでなく律の伝統によるものであるとされる。
日本の現行刑法（明治40年法律第45号）は、ドイツ刑法の影響を受け、併合罪については吸収主義から加重主義に改めた。

## 刑法45条前段の併合罪
確定裁判を経ていない2個以上の罪は、併合罪とされる（刑法45条前段）。確定裁判を経ず同時であると言う意味で、同時的併合罪と言う。
「2個以上」というのは、包括一罪や科刑上一罪（観念的競合、牽連犯）に当たらない場合（数罪の場合）である。
したがって、犯人がAを殺害した後にBを殺害した場合、Aに対する殺人罪（刑法199条）とBに対する殺人罪は併合罪となる。

## 処断刑
併合罪のうちの1個の罪について死刑に処するときは、他の刑を科さない。ただし、没収は科すことができる（刑法46条1項）。併合罪のうちの1個の罪について無期拘禁刑に処するときも、他の刑を科さない。ただし、罰金、科料、没収は併科することができる（同条2項）。このように、死刑・無期刑については吸収主義がとられている。
併合罪のうちの2個以上の罪について有期懲役・有期禁錮に処するときは、その最も重い罪の刑について定めた刑の長期（刑期の上限）にその2分の1を加えたものを長期とする（同法47条本文）。例えば、強盗罪（同法236条、法定刑は5年以上20年以下の拘禁刑）と恐喝罪（同法249条、法定刑は1月以上10年以下の拘禁刑）が併合罪となるときは、重い強盗罪の刑の長期に1.5倍の加重をして、5年以上30年以下の拘禁刑が処断刑となる。ただし、加重の上限は30年であり（同法14条2項）、また、それぞれの罪の刑の長期の合計を超えることはできない（同法47条ただし書）。このように、有期刑については加重主義がとられている。
併合罪のうちの2個以上の罪について罰金に処するときは、それぞれの罪について定めた罰金の多額（罰金額の上限）の合計以下で処断する（同法48条2項）。これは、併科主義に似ているが、一種の加重主義（加重単一刑主義）であるとされる。
罰金・拘留・科料と他の刑、2個以上の拘留・科料、2個以上の没収は、いずれも併科する（同法48条1項、49条、53条）。

## 刑法45条後段の併合罪
ある罪について禁錮以上の刑に処する確定裁判があったときは、その罪とその裁判が確定する前に犯した罪とに限り、併合罪とされる（刑法45条後段）。確定裁判を経た併合罪と言う意味で、事後的併合罪と言う。
併合罪のうちに既に確定裁判を経た罪とまだ確定裁判を経ていない罪とがあるときは、確定裁判を経ていない罪について更に処断する（同法50条）。
例えば、A罪とB罪を犯した犯人がB罪だけで起訴されてその有罪判決（拘禁刑以上の刑）が確定した後、C罪を犯し、その後A罪とC罪で起訴された場合、A罪とB罪は45条後段により併合罪となるが、C罪は併合罪とならない。この場合、裁判所は、50条により併合罪のうち確定裁判を経ていないA罪について宣告刑を決め、それとは別にC罪について宣告刑を決めることとなり、両者が併科される。このように、間に確定裁判があることによりA罪とC罪の併合罪関係が遮断され、主文を2個言い渡すこととなる。

### 事後的併合罪の量刑
前記の事例では、B罪とA罪は事後的併合罪の関係にあるが、B罪は確定判決であり一事不再理効が働き、併合罪処理のために変更する事はできない。この場合、改めてB罪とA罪を併合罪としてA罪のみを処断する必要があるが、そのA罪の量刑について問題となる。
刑法では明文の規定は無いが、通説、判例では事後的併合罪の処理につき「併合罪につき数個の裁判があったときは、その執行に当たっては、併合罪の趣旨に照らし、刑法51条ただし書のほか、同法14条の制限に従うべきものと解するのが相当」とする（平成6年9月16日東京高裁判決）。よって原則として、B罪の刑とA罪の刑が同時的併合罪とみなした場合に科されるべき刑と、B罪による確定刑とA罪の刑を併科した場合の刑が同程度になるように、A罪の刑を調整することとなる。
さらに、仮にそのような調整を越えるようなA罪の刑が確定した場合であっても、刑の執行の時点で（同時的併合罪の併科の制限（刑法46条）を準用する形となる）刑の執行の併科の制限（刑法51条）により必要的制限を受ける。
なお、新しい確定判決により、死刑を執行すべきときは執行中の他の刑（没収を除く）の執行が停止され、無期の拘禁刑を執行すべきときは執行中の他の刑（罰金、科料及び没収を除く）の執行が停止される。ただし、すでに執行済みの刑の部分、または執行を終わった刑に影響はなく、51条1項に基づき遡及して刑の撤回はされない（新たな判決において量刑上または執行上考慮される可能性はある）。一方で、いずれの確定判決も有期の拘禁刑を含む場合は、51条2項により全体として有期刑の執行の併科の制限を受ける事となる。この場合も、すでに執行済みの刑の部分、または執行を終わった刑につき遡及して刑の撤回はされない。

### 併合罪の遮断
さらに、拘禁刑以上の刑に処す確定判決以降に犯した罪については、併合罪としての評価や処理はなされず、原則として刑の執行が併科される事となる。この場合、併合罪ではないので51条による併科制限もされない。前記の事例では、A罪の刑とB罪の刑の間では51条に基づき刑の執行の併科制限が掛かるが、C罪の刑はそれとは独立して執行される（量刑上の考慮が否定される訳ではない）。なお、罰金以下の刑（拘留又は科料を含む）に処す確定判決によっては併合罪は遮断されない（同時的併合罪として処理される）。
その趣旨は、自由刑の宣告により犯人には強烈な反省・自己矯正の機会が与えられるところ、確定裁判以後に犯した罪は、こうした反省・自己矯正を経るべきであったにもかかわらず犯した罪であるという意味において、より犯情の悪い罪として評価すべきであり、確定裁判以前に犯した罪とは別個に処断すべきものと考えられることから、確定裁判を区切りとして一括処断すべき罪の範囲を画することにある。
なお、昭和45年の刑法改正により、「確定裁判」が「禁錮以上ノ刑ニ処スル確定裁判」と改められた。これは、複数の犯行の間に罰金以下の確定裁判があったか否かを確認しなければならないことによる実務上の煩雑さを避けるための改正である。
事例として、オートバイ窃盗罪(Xとする）の確定判決より前に5件の強姦致傷罪（Aとする）、その後に4件の強姦致傷罪（Bとする）を犯した被告につき、Aの罪を併合罪とし懲役24年の刑、Bの罪をAの罪とは別個の併合罪として懲役26年の刑をそれぞれ宣告。両刑は執行上併科されるため通算で懲役50年の刑を科す事となった判決がある（平成23年12月5日静岡地裁判決）。
このような科刑上の取扱については批判もあり、併合罪の遮断の評価について通説が分かれている。
特に単純一罪と評価されるような犯罪、つまり集合犯（常習犯・営業犯）や包括一罪について、時期的中間にその他の罪の確定判決があった場合の取扱が問題となる。

#### 不可分説
集合犯等の中途に別罪の確定判決がある場合であっても当該集合犯は本来的一罪であるとする。
- 多数回の常習暴行罪の中途に窃盗罪の判決確定がある場合、常習暴行罪は最後の暴行罪をもって包括一罪と評価すべきである（昭和27年3月20日広島高裁判決）
  - ⇒一連の常習暴行罪全てを包括一罪とした。
- 3ヶ月間ほど継続して売春防止法違反の罪を犯し、その中途に道路交通取締法違反の判決確定がある場合、売春防止法違反の罪は当該継続した営業期間全体を包括して一罪と評価すべきであり、さらに、売春防止法違反の罪につき道路交通取締法違反判決確定前の行為の部分と道路交通取締法違反の罪を事後的併合罪とするのは誤りである（昭和35年2月16日東京高裁判決）
  - ⇒営業犯を二の期間に分けて二罪とする理由はないとした。
- 複数回の常習加重窃盗罪(A罪）、窃盗罪(B罪）、窃盗罪(C罪）および複数回の常習加重窃盗罪(D罪）の順に犯した被告につきC罪とD罪の中途に道路交通法違反の確定判決がある場合には、B罪とC罪を事後的併合罪とし、A罪およびD罪を常習犯一罪と評価し、前者の刑と後者の刑は併合罪遮断の関係にあり二つの刑を科すべきとした（昭和39年7月9日最高裁決定、不可分説）

#### 可分説
包括一罪と評価されうる犯罪であっても、犯罪の性質によっては数個の行為と評価され、または営業犯であっても確定判決を受けた状況によっては併合罪遮断がなされるとする。
- 覚せい剤取締法違反が包括一罪と評価される場合であっても、中途に他罪につき確定判決がある場合は、覚せい剤取締法違反の罪のうち当該他罪の確定判決より以前に為した同法違反の罪と当該他罪とは事後的併合罪の関係にあるとした（昭和29年9月28日東京高裁判決）
- たばこ専売法違反（販売罪、販売準備罪）の罪が営業犯と評価される場合において、その中途に傷害罪、道路交通取締法違反の罪、覚せい剤取締法違反の3罪につき確定判決を受けているような場合には、当該営業犯のうち当該確定判決以前に行われた部分と当該確定判決とを事後的併合罪と評価し、かつ当該確定判決以後に行われた部分は併合罪を遮断して評価し、科刑上別個の取扱をすべきとした（昭和31年11月27日名古屋高裁判決）

#### 通説と批判
以上のように通説及び判例としては不可分説と可分説の折衷説であり、集合犯や包括一罪については（禁錮以上の刑に処す）中途の確定判決に関わらず一罪と評価すべきとし、かつ、覚せい剤取締法違反、強制性交等罪や同致傷罪の反復など罪質によっては包括一罪と評価すべきであっても別個の行為と評価すべき場合もある、と言うものである。
これに対し、中途の確定判決に感銘力を認めつつも（「警告理論」と呼ぶ）、反復した罪と中途の確定判決の罪との間に、保護法益や行為の面で構成要件が実質的に重なり合い（「刑法上の錯誤」参照）が認められない場合には、警告理論が有効に機能しないため実質的に併合罪として処理すべきと言う批判がある。この批判に立てば前記の平成23年12月5日静岡地裁判決は、オートバイ窃盗罪と強盗致傷罪の反復との間で構成要件の実質的重なり合いが無い事から、二刑を併合罪的処理して懲役30年に止める事にもなりうる。しかし同控訴審においては、警告理論やその要件に踏み込まず「確定裁判後に犯した罪について併合の利益を与えないことには相応の理由があるというべき」として原審判決を支持した。